# Xiuladora olivàcia
La xiuladora olivàcia (Pachycephala olivacea) és un ocell de la família dels paquicefàlids (Pachycephalidae).

## Hàbitat i distribució
Habita els boscos tropicals i matolls des de l'extrem sud-est de Queensland, cap al sud, a través de l'est de Nova Gal·les del Sud i sud de Victòria fins l'extrem sud-est d'Austràlia Meridional. Tasmània i illes de l'estret de Bass.